# دومينيك أندريه
دومينيك أندريه (بالفرنسية: Dominique André)‏ هو منافس ألعاب قوى فرنسي، ولد في 25 أغسطس 1965.

## روابط خارجية
- دومينيك أندريه على موقع Paralympic.org (الإنجليزية)